# 中国語講座
『中国語講座』（ちゅうごくごこうざ）は、NHKラジオ第2放送で1976年から2008年3月まで放送された、NHK各国語学講座のひとつ。
月 - 土の放送が基本であるが、月 - 木は入門編（6か月単位）、金、土は応用編（3か月単位）で構成されている。テーマ曲は現代バレエ劇『白毛女』のテーマ曲「北風吹」。各国語学講座の再編に伴い2008年3月で終了し、2008年度からは『まいにち中国語』が後継番組として放送される。また、2008年度は2007年度までの『中国語講座』の中から『アンコール中国語講座』の番組名で再放送された。

## 放送時間
2008年度（アンコール中国語講座）
月 - 土
11:00 - 11:20

## 講師

### 2008年度
入門編
- 陳淑梅（東京工科大学教授）（2008年4月 - 9月、2008年10月 - 2009年3月）（2007年4月 - 9月の再放送）
  - 耳たこ中国語

応用編
- 楊達（早稲田大学教授）（2008年4月 - 6月、2008年10月 - 12月）（2004年10月 - 12月の再放送）
  - S君の取材ノート3

- 遠藤光暁（青山学院大学教授）（2008年7月 - 9月、2009年1月 - 3月）（2002年4月 - 6月の再放送）
  - となりの劉さん

### 2007年度
入門編
- 陳淑梅（東京工科大学教授）（2007年4月 - 9月）
  - 耳たこ中国語

- 田口善久（千葉大学准教授）（2007年10月 - 2008年3月）（2006年4月 - 9月の再放送）
  - 旅する中国語〜世界遺産を歩こう！

応用編
- 楊達（早稲田大学教授）、劉穎（成城大学准教授）（2007年4月 - 9月）（2005年10月 - 2006年3月の再放送）
  - 中国語deジム〜イメージとコミュニケーション〜

- 楊凱栄（東京大学准教授）（2007年10月 - 12月）（2006年7月 - 9月の再放送）
  - 重要語句で探る言葉のメカニズム〜コーパス中国語〜

- 刈間文俊（東京大学教授）（2008年1月 - 3月）（2007年1月 - 3月の再放送）
  - インタビューと自伝で味わう 陳凱歌の世界

### 2006年度
入門編
- 田口善久（千葉大学助教授）（2006年4月 - 9月）
  - 旅する中国語〜世界遺産を歩こう！

- 喜多山幸子（大東文化大学助教授）（2006年10月 - 2007年3月）（2005年4月 - 9月の再放送）
  - ニーハオからはじめよう

応用編
- 楊達（早稲田大学教授）（2006年4月 - 6月）（2004年10月 - 12月の再放送）
  - S君の取材ノート3
  - 4月第1週の2回分のみ、ミスター楊からの挑戦状（2006年3月の再放送）

- 楊凱栄（東京大学助教授）（2006年7月 - 9月）
  - 重要語句で探る言葉のメカニズム〜コーパス中国語〜

- 小林二男（東京外国語大学教授）（2006年10月 - 12月）（2005年1月 - 3月の再放送）
  - 中国現代小説を読む「信」

- 刈間文俊（東京大学教授）（2007年1月 - 3月）
  - インタビューと自伝で味わう 陳凱歌の世界

### 2005年度
入門編
- 喜多山幸子（大東文化大学助教授）（2005年4月 - 2005年9月）
  - ニーハオからはじめよう

- 遠藤光暁（青山学院大学教授）（2005年10月 - 2006年3月） （2004年4月 - 9月の再放送）
  - 中国語24のエチュード

応用編
- 楊凱栄（東京大学助教授）（2005年4月 - 6月）（2004年4月 - 6月の再放送）
  - すぐに使える基本文法

- 田口善久（千葉大学助教授）（2005年7月 - 9月）（2004年7月 - 9月の再放送）
  - 中国語生き生き会話26

- 楊達（早稲田大学教授）、劉穎（成城大学助教授）（2005年10月 - 2006年3月）
  - 中国語deジム〜イメージとコミュニケーション〜

### 2004年度
入門編
- 遠藤光暁（青山学院大学教授）（2004年4月 - 2004年9月）
  - 中国語24のエチュード

- 榎本英雄（明治学院大学教授）（2004年10月 - 2005年3月） （2003年4月 - 9月の再放送）
  - メロディーで覚える中国語

応用編
- 楊凱栄（東京大学助教授）（2004年4月 - 6月）
  - すぐに使える基本文法

- 田口善久（千葉大学助教授）（2004年7月 - 9月）
  - 中国語生き生き会話26

- 楊達（早稲田大学文学部教授）（2004年10月 - 12月）
  - S君の取材ノート3

- 小林二男（東京外国語大学教授）（2005年1月 - 3月）
  - 中国現代小説を読む「信」

### 2003年度
入門編
- 榎本英雄（明治学院大学教授） （2003年4月 - 9月）
  - メロディーで覚える中国語

- 上野恵司（共立女子大学教授）（2003年10月 - 2004年3月）（2002年4月 - 2002年9月の再放送）
  - 問答有用 どう聞く どう答える

応用編
- 遠藤光暁（青山学院大学教授）（2003年4月 - 6月）（2002年4月 - 2004年6月の再放送）
  - となりの劉さん

- 楊凱栄（東京大学助教授）（2003年7月 - 9月）（2002年10月 - 12月の再放送）
  - 表現する中国語

- 岡崎由美（早稲田大学文学部教授）（2003年10月 - 2004年3月）
  - 中国武侠小説を読む2 - 金庸「射雕英雄伝」

### 2002年度
入門編
- 上野恵司（共立女子大学教授）（2002年4月 - 2002年9月）
  - 問答有用 どう聞く どう答える

- 讃井唯允（中央大学教授）（2002年10月 - 2003年3月）（2001年4月 - 2001年9月の再放送）
  - 話してみよう中国語

応用編
- 遠藤光暁（青山学院大学教授）（2002年4月 - 2004年6月）
  - となりの劉さん

- 呉川（日本大学助教授）（2002年7月 - 9月）（2001年7月 - 9月の再放送）
  - 説漢語 談日本〜中国語で日本を語ろう

- 楊凱栄（東京大学助教授）（2002年10月 - 12月）
  - 表現する中国語

- 岡崎由美（早稲田大学文学部教授）（2003年1月 - 3月）（2002年1月 - 3月の再放送）
  - 中国武侠小説を読む〜金庸「射鵰英雄伝」

### 2001年度
入門編
- 讃井唯允（中央大学教授）（2001年4月 - 2001年9月）
  - 話してみよう中国語

- 喜多山幸子（大東文化大学助教授）（2001年10月 - 2002年3月） （2000年4月 - 9月の再放送）
  - 耳からはいる中国語

応用編
- 藤井省三（東京大学教授）（2001年4月 - 6月）（2000年1月 - 3月の再放送）
  - 現代中国文学講読 莫言「鉄孩」「夜漁」

- 呉川（日本大学専任講師）（2001年7月 - 9月）（2000年10月 - 12月の再放送）
  - 説漢語 談日本〜中国語で日本を語ろう

- 楊達（早稲田大学文学部助教授）（2001年10月 - 12月）（2001年1月 - 3月の再放送）
  - S君の取材ノート2〜聴中国

- 岡崎由美（早稲田大学文学部教授）（2002年1月 - 3月）
  - 中国武侠小説を読む〜金庸「射雕英雄伝」

### 2000年度
入門編
- 喜多山幸子（大東文化大学助教授）（2000年4月 - 9月）
  - 耳からはいる中国語

- 上野恵司（共立女子大学教授）（2000年10月 - 2001年3月）（1999年4月 - 9月の再放送）
  - タンタンとトントン

応用編
- 相原茂（お茶の水女子大学教授）（2000年4月 - 9月）（1996年4月 - 9月の再放送）
  - ガオリン君 日本で働く

- 呉川（日本大学講師）（2000年10月 - 12月）
  - 説漢語 談日本〜中国語で日本を語ろう

- 楊達（早稲田大学文学部助教授）（2001年1月 - 3月）
  - S君の取材ノート2〜聴中国

### 1999年度
入門編
- 上野恵司（共立女子大学教授）（1999年4月 - 9月、2000年10月 - 2001年3月）
  - タンタンとトントン

- 讃井唯允（東京都立大学教授）（1999年10月 - 2000年3月）（1998年4月 - 9月の再放送）
  - 中国語 基礎から楽しく

応用編
- 陳真（中国北京放送大学特任教授）（1999年4月 - 9月）（1998年8月 - 1999年1月の再放送）
  - ミンミン 父との旅路

- 斉藤道彦（中央大学教授）（1999年10月 - 12月）
  - 中国に暮らして 田中さんの手記

- 藤井省三（東京大学教授）（2000年1月 - 3月）
  - 現代中国文学講読 莫言「鉄孩」「夜漁」

### 1998年度
入門編
- 讃井唯允（東京都立大学教授）（1998年4月 - 9月）
  - 中国語 基礎から楽しく

- 喜多山幸子（大東文化大学助教授）（1998年10月 - 1999年3月） （1997年4月 - 9月の再放送）
  - 中国語 第一歩から

応用編
- 陳真（中国北京放送大学特任教授）（1998年8月 - 1999年1月）
  - ミンミン 父との旅路

- 楊達（成城大学助教授）（1999年2月 - 3月）（1997年8月 - 9月の再放送）
  - S君の中国取材ノート

### それ以前の講師陣
- 上野惠司
- 陳真（1991年、1995年、1998年度）
- 西川優子（1993年度入門編）
- 千島英一（1993年度応用編広東語講座）
- 武信彰（1990年代）
- 牧田英二（1990年代）
- 相原茂（1990年代）
- 榎本英雄（1980年代）
- 宮田一郎[1]（1980年代応用編上海語講座）
- 大川完三郎（1980年代応用編）
- 陈文芷（1980年代応用編）
- 黎波（1980年代応用編）
- 輿水優　(1980年代）
- 菊田正信（1970年代）
- 藤堂明保（1970年代）